# Aria Guitars
Aria é uma fabricante japonesa de guitarras acústicas e elétricas e baixos.

## História

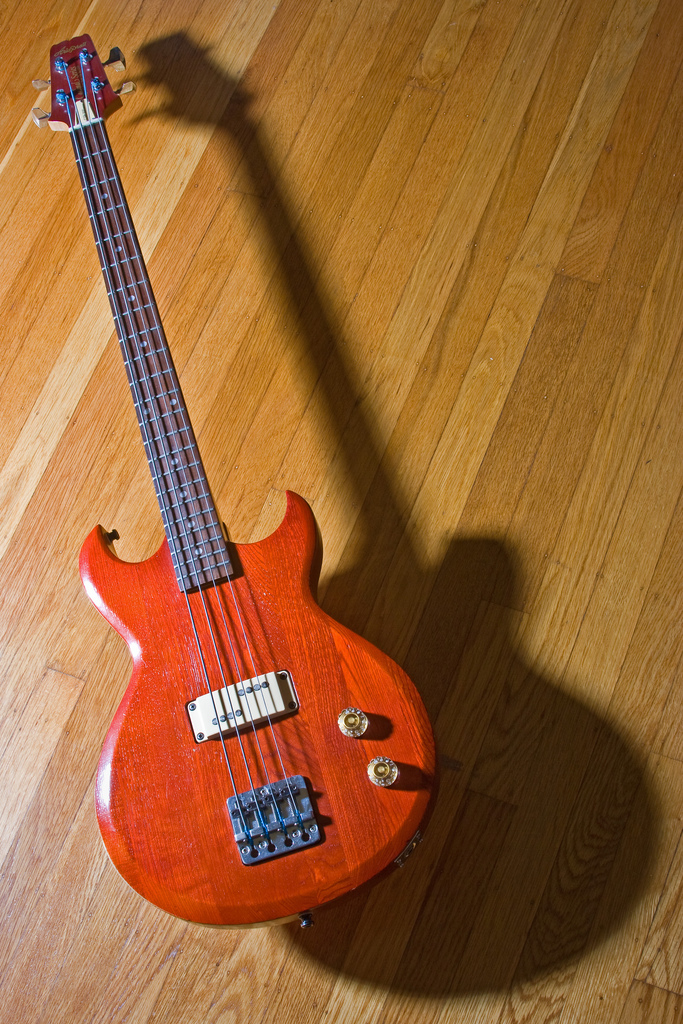
Baixo Aria Pro II

A Aria foi criada no Japão em 1953 por Shiro Arai como Arai and Company. Eles iniciaram revendendo violões em 1960, no entanto, a empresa não começou a fabricar seus próprios instrumentos até 1964. A Aria arranjou para que a Matsumoku, uma fábrica de instrumentos musicais, fabricasse as suas guitarras sob contrato. Arai e Matsumoku começaram fazendo violões em 1964, e então guitarras elétricas em 1966, utilizando os nomes de marca Arai, Aria, Aria Diamond, Diamond, e muito menos frequentemente, Arita. A marca Aria foi modificada para Aria Pro II no final de 1975, apesar desse nome ter sido utilizado em sua maior parte (mas não exclusivamente) para guitarras elétricas e baixos. Todas as guitarras eram fabricadas no Japão até 1988, quando a produção dos modelos mais baratos (séries Magna MAB/MAC e Integra IGB) foi transferida para a Coreia. Em meados dos anos 90 alguns poucos modelos (incluindo as guitarras da série Fullerton inspirada nas Fender Stratocaster e o baixo signature Steve Bailey fretless de 6 cordas) foram feitas nos Estados Unidos. O designer de guitarras e engenheiro de áudio, Ronnie Parker começou sua carreira com a Aria em 1985 quando eles estavam localizados na Cidade da Indústria, Califórnia.

## Guitarras
A Aria Pro II fabricou algumas cópias de famosas guitarras Americanas como a Fender Stratocaster e a Gibson Les Paul, apesar de ter feito seu próprio estilo de guitarras. Nos anos 70 e começo dos 80 a companhia chegou por conta própria aos Estados Unidos com uma série de instrumentos profissionais de alta qualidade. A empresa tinha apoio profissional de Herb Ellis, Yngwie Malmsteen, Neal Schon, John Taylor, e muitos mais. Cliff Burton da banda Metallica usou um baixo Aria SB Black N Gold I e também um SB-1000, mas nunca foi um promotor oficial. Ele teve um "Modelo Signature" póstumo (seu nome não foi mencionado no site da Aria) chamado de SB-CB produzido na Coreia. As guitarras eram distribuídas nesse ponto por Tillman Distributors em Charlotte NC. A Aria produz guitarras que vão desde o iniciante até modelos profissionais. Alguns dos seus modelos profissionais ficaram conhecidos como Firebrands, por causa do logo Aria marcado a fogo na traseira do headstock. As guitarras Firebrand foram produzidas em quantidades muito pequenas. Elas foram então doadas os artistas cujos nomes promoviam as guitarras Aria ou aos melhores distribuidores como presente. As guitarras Firebranded foram produzidas em um padrão muito superior que a linha de produção.
A Aria construiu inclusive amplificadores, como o Birdy 10W.

### Modelos

#### Guitarras Aria
| Modelo                           | Anos de Produção | Categoria      |
| 1502 (F*V)                       | 1974-76          | Corpo sólido   |
| 1502T                            | 1968-70          | Corpo sólido   |
| 1532                             | 1968-70          | Corpo sólido   |
| 1532T (Jzm*r)                    | 1968-75          | Corpo sólido   |
| 1582 (T* Custom)                 | 1972-74          | Corpo sólido   |
| 1582T (T* Custom)                | 1972-74          | Corpo sólido   |
| 1592 (T* Thinline)               | 1972-74          | Corpo sólido   |
| 1702T (Mosr*)                    | 1968-73/74       | Corpo sólido   |
| 1723T (St*)                      | 1974-76          | Corpo sólido   |
| 1723TD (St*)                     | 1974-76          | Corpo sólido   |
| 1802T (St*)                      | 1971-75          | Corpo sólido   |
| 1803T (St*)                      | 1971-75          | Corpo sólido   |
| 1832T (St*)                      | 1971-74          | Corpo sólido   |
| 1922 (S*G)                       | 1974-76          | Corpo sólido   |
| 1922T (S*G)                      | 1974-76          | Corpo sólido   |
| 1923T (S*G)                      | 1974-76          | Corpo sólido   |
| 1932 (S*G)                       | 1971-76          | Corpo sólido   |
| 1962T                            | 1967-70          | Corpo sólido   |
| 1982T (S*G)                      | 1971-74          | Corpo sólido   |
| 2302 (ES-175)                    | 1970-74          | Corpo acústico |
| 2312 (ES-175)                    | 1970-74          | Corpo acústico |
| 3301 (B*S*N)                     | 1974-76          | Corpo sólido   |
| 3302T (B*S*N)                    | 1974-76          | Corpo sólido   |
| 3522G (L*P)                      | 1974-76          | Corpo sólido   |
| 5002 (Barney Kessel)             | 1970-74          | Corpo acústico |
| 5102G (ES-335)                   | 1970-74          | Corpo acústico |
| 5102T (1202 ES-335)              | 1970-75          | Corpo acústico |
| 5202 (Trini Lopez)               | 1970-74          | Corpo acústico |
| 5502 (ES-335)                    | 1970-75          | Corpo acústico |
| 5522 (L*P Black Beauty)          | 1968-75          | Corpo sólido   |
| 5522G (L*P Goldtop)              | 1970-74          | Corpo sólido   |
| 5522N (L*P*C)                    | 1970-74          | Corpo sólido   |
| 5532N (L*P)                      | 1974-77          | Corpo sólido   |
| 5542 (L*P)                       | 1974-77          | Corpo sólido   |
| AE-300 Cópia LP                  | 1977-            | Corpo sólido   |
| AE-325 Cópia LP                  | 1977-            | Corpo sólido   |
| AE-350 Cópia LP                  | 1977-            | Corpo sólido   |
| AE-400 Cópia SG                  | 1977-            | Corpo sólido   |
| AE-500 Cópia St                  | 1977-            | Corpo sólido   |
| AE-550 Cópia St                  | 1977-            | Corpo sólido   |
| AE-600 Cópia 335                 | 1977-            | Corpo sólido   |
| AE-650 Cópia 335                 | 1977-            | Corpo sólido   |
| AE-700 Cópia 175                 | 1977-            | Corpo sólido   |
| Diamond EA200 (ES-335)           | 1974-76          | Corpo acústico |
| Diamond EL195 (L*P)              | 1974-76          | Corpo sólido   |
| Diamond EM165 (Jzm*r)            | 1974-76          | Corpo sólido   |
| Diamond ES175 (S*G)              | 1974-76          | Corpo sólido   |
| Diamond ET240 (L*PJr.)           | 1974-76          | Corpo sólido   |
| G**ld S-100                      | 1971-74          | Corpo sólido   |
| Lucy (lucite)                    | 1970-74          | Corpo sólido   |
| Modelo No. 1202DX                | 1968-70          | Corpo acústico |
| Modelo No. 1202T                 | 1967-68          | Corpo acústico |
| Modelo No. 1202TB                | 1968-70          | Corpo acústico |
| Modelo No. 1212 12 cordas        | 1967-68          | Corpo acústico |
| Modelo No. 1232-T                | 1968-70          | Corpo acústico |
| Modelo No. 1250T                 | 1968-70          | Corpo acústico |
| Modelo No. 1302T                 | 1967-70          | Corpo acústico |
| Modelo No. 1303T                 | 1967-68          | Corpo acústico |
| Modelo No. 1312 12 cordas        | 1967-68          | Corpo acústico |
| Modelo No. 1402T Violin-body     | 1967-68          | Corpo acústico |
| Modelo No. 1412 Violin 12 cordas | 1967-70          | Corpo acústico |
| Modelo No. 1850T                 | 1968-70          | Corpo acústico |
| Modelo No. FE-T100 Firebrad      | 1984-85          | Corpo acústico |
| R-320                            | 1968-70          | Corpo acústico |
| R-325 (1282)                     | 1968-70          | Corpo acústico |
| R-331                            | 1968-70          | Corpo acústico |
| R-350 (1382)                     | 1968-70          | Corpo acústico |
| R-500DX                          | 1968-70          | Corpo acústico |

#### Baixos Aria
| Modelo                        | Anos de Produção |
| 1220                          | 1967-68          |
| 1420                          | 1967-70          |
| 1420B                         | 1968-70          |
| 1540 (J*)                     | 1970-75          |
| 1540S (Fretless J*)           | 1970-74          |
| 1550 (P*)                     | 1970-75          |
| 1560 (Escala curta T*)        | 1970-74          |
| 1720 (Mosr*)                  | 1968-71          |
| 1820 (P*)                     | 1970-74          |
| 1830 (P*)                     | 1970-74          |
| 1910 (E*B*0)                  | 1974-76          |
| 1920 (E*B*0)                  | 1974-76          |
| 1930 (E*B*0)                  | 1970-74          |
| 1931 (E*B*0)                  | 1970-74          |
| 1980 (E*B*0)                  | 1970-74          |
| 5020 (Barney Kessel cutaways) | 1970-74          |
| 5120 (E*S-335)                | 1970-74          |
| 5520 (E*S-335)                | 1970-74          |
| A-100 (B*S*N)                 | 1974-76          |
| A-200 (B*S*N)                 | 1974-76          |
| AE-800                        | 1974-76?         |
| AE-850                        | 1974-76?         |
| AE-900                        | 1974-76?         |
| AE-950                        | 1974-76?         |
| Aria Diamond EJ230 (P*)       | 1974-76          |
| RB-330                        | 1968-70          |
| RE550 (Ric* 4001)             | 1974-76          |

#### Guitarras Aria Pro II
| Modelo                          | Ano de Produção | Categoria                                         |
| EX-750 (Ex*)                    | 1976-80         | Aria Pro II V, Explorer, Cópias SG, Cópias Gibson |
| EX-850 (H*mer Ex*)              | 1978-80         | Aria Pro II V, Explorer, Cópias SG, Cópias Gibson |
| EX-900 (Ex*, H*mer in '79)      | 1978-81         | Aria Pro II V, Explorer, Cópias SG, Cópias Gibson |
| FL-05                           | 1995-99         | Fullerton Series                                  |
| FL-10S                          | 1995-99         | Fullerton Series                                  |
| FL-10SL                         | 1995-99         | Fullerton Series                                  |
| FL-10H                          | 1995-99         | Fullerton Series                                  |
| FL-10HL                         | 1995-99         | Fullerton Series                                  |
| FL-20S                          | 1995-99         | Fullerton Series                                  |
| FL-20H                          | 1995-99         | Fullerton Series                                  |
| FL-21HSDW                       | 1996-99         | Fullerton Series                                  |
| FL-30H                          | 1995-99         | Fullerton Series                                  |
| FL-30HSDW                       | 1995-99         | Fullerton Series                                  |
| FL-40W                          | 1995-99         | Fullerton Series                                  |
| FL-50S                          | 1995-99         | Fullerton Series                                  |
| FL-50SSDW                       | 1995-99         | Fullerton Series                                  |
| FL-60H                          | 1995-99         | Fullerton Series                                  |
| FL-60HSDW                       | 1995-99         | Fullerton Series                                  |
| FL-MID                          | 199?-94         | Fullerton Series                                  |
| FV-550 (F*V)                    | 1979-81         | Aria Pro II V, Explorer, Cópias SG, Cópias Gibson |
| FV-600D (F*V, DMZ)              | 1980-81         | Aria Pro II V, Explorer, Cópias SG, Cópias Gibson |
| FV-800 (F*V)                    | 1979-80         | Aria Pro II V, Explorer, Cópias SG, Cópias Gibson |
| L-1000 (Johnny Smith)           | 1977-80         | Aria Pro II V, Explorer, Cópias SG, Cópias Gibson |
| L-1000SM (Johnny Smith)         | 1978-80         | Aria Pro II V, Explorer, Cópias SG, Cópias Gibson |
| L-1700C (E*S-175)               | 1978-79         | Aria Pro II V, Explorer, Cópias SG, Cópias Gibson |
| LC-1000 (L*P*C, DMZ)            | 1978-80         | Aria Pro II Cópias LP                             |
| LC-1200 (L*P*C, DMZ)            | 1978-80         | Aria Pro II Cópias LP                             |
| LC-500 (L*P*C)                  | 1977-81         | Aria Pro II Cópias LP                             |
| LC-550 (L*P*C)                  | 1977-79         | Aria Pro II Cópias LP                             |
| LC-600 (L*P*C, DMZ nos anos 80) | 1979-81         | Aria Pro II Cópias LP                             |
| LC-700 (L*P*C)                  | 1979-80         | Aria Pro II Cópias LP                             |
| LC-700N (L*P*C)                 | 1978-79         | Aria Pro II Cópias LP                             |
| LC-750 (L*P*C)                  | 1977-78         | Aria Pro II Cópias LP                             |
| LC-800 (L*P*C)                  | 1978-79         | Aria Pro II Cópias LP                             |
| LC-850 (L*P*C)                  | 1977-78         | Aria Pro II Cópias LP                             |
| LD-700 (L*P*D)                  | 1977-78         | Aria Pro II Cópias LP                             |
| LP-600 (L*P*C)                  | 1976-80         | Aria Pro II Cópias LP                             |
| LP-650 (L*P*C, 3pu)             | 1978-80         | Aria Pro II Cópias LP                             |
| LS-1000 (L*P*S, DMZ)            | 1978-80         | Aria Pro II Cópias LP                             |
| LS-400 (L*P*S)                  | 1980-81         | Aria Pro II Cópias LP                             |
| LS-430 (L*P*S)                  | 1977-78         | Aria Pro II Cópias LP                             |
| LS-450 (L*P*S)                  | 1977-80         | Aria Pro II Cópias LP                             |
| LS-500 (L*P*S)                  | 1977-80         | Aria Pro II Cópias LP                             |
| LS-600 (L*P*S, DMZ in '80)      | 1978-81         | Aria Pro II Cópias LP                             |
| LS-600P (L*P*S, P-90s)          | 1980-81         | Aria Pro II Cópias LP                             |
| LS-700 (L*P*S)                  | 1977-80         | Aria Pro II Cópias LP                             |
| LS-900 (L*P*S, DMZ)             | 1978-80         | Aria Pro II Cópias LP                             |
| MK-1300N (Mockingbird)          | 1978-79         | Aria Pro II Rich, Ricky, Cópias Fender            |
| MK-1500WA (Mockingbird)         | 1978-79         | Aria Pro II Rich, Ricky, Cópias Fender            |
| MK-1600N (Mockingbird, DMZ)     | 1978-79         | Aria Pro II Rich, Ricky, Cópias Fender            |
| MK-1800WA (Mockingbird, DMZ)    | 1978-79         | Aria Pro II Rich, Ricky, Cópias Fender            |
| RG-680 (Ric* 620)               | 1976-80         | Aria Pro II Rich, Ricky, Cópias Fender            |
| RG-750 (Ric* 320)               | 1978-80         | Aria Pro II Rich, Ricky, Cópias Fender            |
| RG-800 (Ric* 360)               | 1978-80         | Aria Pro II Rich, Ricky, Cópias Fender            |
| SG-380 (S*G)                    | 1977-78         | Aria Pro II V, Explorer, Cópias SG, Cópias Gibson |
| SG-600 (S*G)                    | 1977-78         | Aria Pro II V, Explorer, Cópias SG, Cópias Gibson |
| SL-420 (S*G)                    | 1977-80         | Aria Pro II V, Explorer, Cópias SG, Cópias Gibson |
| SL-500D (S*G, DMZ)              | 1980-81         | Aria Pro II V, Explorer, Cópias SG, Cópias Gibson |
| ST-360B (St*)                   | 1980-81         | Aria Pro II Rich, Ricky, Cópias Fender            |
| ST-400 (St*)                    | 1977-80         | Aria Pro II Rich, Ricky, Cópias Fender            |
| ST-480 (St*)                    | 1977-79         | Aria Pro II Rich, Ricky, Cópias Fender            |
| ST-500 (St*, DMZ in '80)        | 1978-81         | Aria Pro II Rich, Ricky, Cópias Fender            |
| ST-550 (St*)                    | 1978-79         | Aria Pro II Rich, Ricky, Cópias Fender            |
| ST-600 (St*)                    | 1977-81         | Aria Pro II Rich, Ricky, Cópias Fender            |
| ST-600CD (St**, ash, DMZ)       | 1980-81         | Aria Pro II Rich, Ricky, Cópias Fender            |
| ST-700J (St*)                   | 1979-80         | Aria Pro II Rich, Ricky, Cópias Fender            |
| ST-800 (St*)                    | 1977-79         | Aria Pro II Rich, Ricky, Cópias Fender            |
| TE-400 (T*)                     | 1978-80         | Aria Pro II Rich, Ricky, Cópias Fender            |
| TE-500 (T* Thin Line)           | 1977-80         | Aria Pro II Rich, Ricky, Cópias Fender            |
| TE-500CD (T*, ash, DMZ)         | 1980-81         | Aria Pro II Rich, Ricky, Cópias Fender            |
| TE-500N (T* Thin Line)          | 1977-78         | Aria Pro II Rich, Ricky, Cópias Fender            |
| TE-500-OW (T* Thin Line)        | 1978-80         | Aria Pro II Rich, Ricky, Cópias Fender            |
| TS-300                          | 1981-83         | Aria Pro II Thor Sound/Tri Sound                  |
| TS-400                          | 1979-83         | Aria Pro II Thor Sound/Tri Sound                  |
| TS-500                          | 1979-83         | Aria Pro II Thor Sound/Tri Sound                  |
| TS-600                          | 1979-83         | Aria Pro II Thor Sound/Tri Sound                  |
| TS-800                          | 1979-83         | Aria Pro II Thor Sound/Tri Sound                  |
| YS-300                          | 1979-82         |                                                   |
| YS-350                          | 1979-82         |                                                   |
| YS-400                          | 1979-82         |                                                   |
| YS-500                          | 1979-82         |                                                   |

#### Baixos Aria Pro II
| Modelo                              | Anos de Produção | Categoria                           |
| Bass II                             | 1984-            | Diamond Jet Series                  |
| CSB Deluxe                          | 1984-85          | CSB Cardinal Series                 |
| CSB-300                             | 1981-85          | CSB Cardinal Series                 |
| CSB-380                             | 1981-85          | CSB Cardinal Series                 |
| CSB-450                             | 1981-85          | CSB Cardinal Series                 |
| CSB-450 Black 'n' Gold              | 1982-85          | Black & Gold Series                 |
| Diamond Jet Bass I                  | 1984-            | Diamond Jet Series                  |
| GSB-4000 4 cordas (Andy West 4)     | 1986-87          | GSB Graphite Super Balanced         |
| GSB-5000 5 cordas (Andy West 5)     | 1986-87          | GSB Graphite Super Balanced         |
| GSB-5000V 5 cordas (Andy West 5)    | 1986-87          | GSB Graphite Super Balanced         |
| GSB-6000 6 cordas (Andy West 6)     | 1986-87          | GSB Graphite Super Balanced         |
| GSB-6000V 6 cordas (Andy West)      | 1986-87          | GSB Graphite Super Balanced         |
| ICB-1 Interceptor Bass-I            | 1986-87          | ICB Interceptor/WL Series/LEB Lazer |
| JB-450 (J*)                         | 1977-80          | Cópias Aria Pro II                  |
| JB-450 (J*)                         | 1977-78          | Baixos Aria Pro II                  |
| JB-500 (J*)                         | 1977-80          | Cópias Aria Pro II                  |
| JB-600 (J*)                         | 1977-80          | Cópias Aria Pro II                  |
| JB-600 (J*)                         | 1977-78          | Baixos Aria Pro II                  |
| JB-600 N (J*)                       | 1977-78          | Baixos Aria Pro II                  |
| JB-600 S (J*)                       | 1977-78          | Baixos Aria Pro II                  |
| "JB-700D (J*, DMZ)"                 | 1980-81          | Cópias Aria Pro II                  |
| JB-800 (J*)                         | 1977-79          | Cópias Aria Pro II                  |
| JB-800JN (J*)                       | 1976-77          | Baixos Aria Pro II                  |
| LB-650 (Gr*bber)                    | 1977-80          | Cópias Aria Pro II                  |
| LB-650 (Gr*bber)                    | 1977-78          | Baixos Aria Pro II                  |
| LB-650 Fretless (Gr*bber)           | 1977-80          | Cópias Aria Pro II                  |
| LEB-CLS Classic                     | 1985-86          | ICB Interceptor/WL Series/LEB Lazer |
| LEB-HRT Heritage                    | 1985-86          | ICB Interceptor/WL Series/LEB Lazer |
| Mad Axe                             | 198?             | Baixos Aria Pro II                  |
| Modelo No. 2000 Bass                | 1977             | Baixos Aria Pro II                  |
| PB-400 (P*)                         | 1978-81          | Cópias Aria Pro II                  |
| PB-400 (P*)                         | 1977-78          | Baixos Aria Pro II                  |
| PB-420 (P*)                         | 1977-79          | Cópias Aria Pro II                  |
| "PB-500 (P*, DMZ in '80)"           | 1978-81          | Cópias Aria Pro II                  |
| PB-550 (P*)                         | 1977-79          | Cópias Aria Pro II                  |
| PB-550 (P*)                         | 1977-78          | Baixos Aria Pro II                  |
| PB-550 (P*)                         | 1977-78          | Baixos Aria Pro II                  |
| "PB-600D (P*, DMZ)"                 | 1979-81          | Cópias Aria Pro II                  |
| PB-600R (P*)                        | 1979-80          | Cópias Aria Pro II                  |
| PB-700J (P*)                        | 1979-80          | Cópias Aria Pro II                  |
| PB-750 (P*)                         | 1977-79          | Cópias Aria Pro II                  |
| PB-750JN (P-Bass)                   | 1976-77          | Baixos Aria Pro II                  |
| PB-800 (P*)                         | 1978-79          | Cópias Aria Pro II                  |
| PE200 (R*pper)                      | 1977-78          | Baixos Aria Pro II                  |
| Prototype Bass PE-65B               | 1979-81          | PE Series Prototypes                |
| RB-650 (Ric* 4001)                  | 1977-81          | Cópias Aria Pro II                  |
| RB700N (Ric* 4001)                  | 1978-81          | Cópias Aria Pro II                  |
| RB-700N (Ric* 4001)                 | 1976-77          | Baixos Aria Pro II                  |
| RB-750 (Ric* 4001)                  | 1978-79          | Cópias Aria Pro II                  |
| RB-750 (Ric* 4001)                  | 1977-78          | Baixos Aria Pro II                  |
| RSB Deluxe-5                        | 1985-87          | RSB RevSound/RockSolid/The Cat      |
| RSB Deluxe-I                        | 1983-85          | RSB RevSound/RockSolid/The Cat      |
| RSB Deluxe-II                       | 1983-87          | RSB RevSound/RockSolid/The Cat      |
| RSB DX2L Deluxe 2                   | 1986-87          | RSB RevSound/RockSolid/The Cat      |
| RSB Medium-II                       | 1985             | RSB RevSound/RockSolid/The Cat      |
| RSB Performer                       | 1986-87          | RSB RevSound/RockSolid/The Cat      |
| RSB Special-I                       | 1983-85          | RSB RevSound/RockSolid/The Cat      |
| RSB Special-II                      | 1983-84          | RSB RevSound/RockSolid/The Cat      |
| RSB Standard                        | 1983-84          | RSB RevSound/RockSolid/The Cat      |
| RSB Standard                        | 1986-87          | RSB RevSound/RockSolid/The Cat      |
| RSB Straycat                        | 1986-87          | RSB RevSound/RockSolid/The Cat      |
| RSB-600                             | 1979-            | RSB Rev-Sound                       |
| RSB-800                             | 1979-            | RSB Rev-Sound                       |
| RSB-900                             | 1979-            | RSB Rev-Sound                       |
| SB Black 'n' Gold-I                 | 1984-87          | Black & Gold Series                 |
| SB Black 'n' Gold-II                | 1984-87          | Black & Gold Series                 |
| SB Elite-I                          | 1983-86          | SB Series Super Bass                |
| SB Elite-II                         | 1983-88          | SB Series Super Bass                |
| SB-1000                             | 1978-87          | SB Series Super Bass                |
| SB-1000 Active FO                   | 1986-87          | SB Series Super Bass                |
| "SB-600 (bolt, fixed in '81)"       | 1979-84          | SB Series Super Bass                |
| SB-700                              | 1978-84          | SB Series Super Bass                |
| "SB-900 (short, long scale in '83)" | 1978-84          | SB Series Super Bass                |
| SB-INT SB Integra                   | 1986-87          | Integra                             |
| SB-R150                             | 1983-84          | SB Series Super Bass                |
| SB-R60                              | 1979-83          | SB Series Super Bass                |
| SB-R80                              | 1979-83          | SB Series Super Bass                |
| Special Series PB-550 (fretless)    | 1977-79          | Cópias Aria Pro II                  |
| ST-540 (J*)                         | 1980-81          | Cópias Aria Pro II                  |
| Super Bass SB-R80 Black 'n' Gold    | 1982-84          | Black & Gold Series                 |
| The Cat Bass RSB-CAT                | 1986-87          | RSB RevSound/RockSolid/The Cat      |
| The Cat Bass RSB-CATA               | 1986-87          | RSB RevSound/RockSolid/The Cat      |
| The Cat Bass RSB-CATAL              | 1986-87          | RSB RevSound/RockSolid/The Cat      |
| The Cat Bass RSB-CATL               | 1986-87          | RSB RevSound/RockSolid/The Cat      |
| TSB Special-II                      | 1983-85          | TSB Series ThorSound/TriSound       |
| TSB Standard                        | 1983-85          | TSB Series ThorSound/TriSound       |
| TSB-350                             | 1981-83          | TSB Series ThorSound/TriSound       |
| TSB-400                             | 1981-83          | TSB Series ThorSound/TriSound       |
| TSB-500                             | 1979-83          | TSB Series ThorSound/TriSound       |
| TSB-550                             | 1979-83          | TSB Series ThorSound/TriSound       |
| TSB-650                             | 1979-83          | TSB Series ThorSound/TriSound       |
| Wedge WL Custom Bass                | 1985             | ICB Interceptor/WL Series/LEB Lazer |
| XXB Deluxe                          | 1985             | XXB/ZZB Series                      |
| ZZB Custom                          | 1984-86          | XXB/ZZB Series                      |
| ZZB Deluxe                          | 1982-87          | XXB/ZZB Series                      |
| ZZB-50 Bass                         | 1983             | XXB/ZZB Series                      |
| ZZB-DXZ Zebra                       | 1984-86          | XXB/ZZB Series                      |